# Pontelagoscuro
Pontelagoscuro is een plaats (frazione) in de Italiaanse gemeente Ferrara.